# Andrés D'Alessandro
Andrés D'Alessandro Nicolás (sinh ngày 15 tháng 4 năm 1981 tại Buenos Aires) một cầu thủ bóng đá người Argentina hiện đang chơi cho câu lạc bộ Internacional ở Brasil. Anh được biết đến với khả năng rê dắt bóng khéo léo với cái chân trái điệu nghệ và khả năng sút bóng ngắn. D'Alessandro được đánh giá là một trong những cầu thủ tài năng nhất trong thế hệ cùng lứa, là thành viên của đội Olympic giành huy chương vàng ở Athens năm 2004. Anh là người đã vượt qua người đàn anh đồng hương Juan Veron. để giành giải Cầu thủ xuất sắc nhất Mỹ Latin năm 2010 Từng được ví đó là "truyền nhân" của Maradona cùng với Riquelme, Tevez, Aguero, Messi, tuy nhiên D'Alessandro có số phận hẩm hiu nhất, và không ai nhớ đến.

## Khởi đầu tại River Plate
D'Alessandro được sinh ra tại Buenos Aires, Argentina. Thuở nhỏ anh làm nghề giao bánh pizza trước khi trở thành một cầu thủ bóng đá chuyên nghiệp. Anh bắt đầu chơi cho River Plate, cái nôi đã đào tạo nhiều tài năng hàng đầu của Argentina trong những năm qua, anh hâm một Santiago Solari và Pablo Aimar cùng với Javier Saviola. Anh được coi là một trong những tiền vệ xuất sắc nhất của CLB River Plate trước khi gia nhập đội bóng Đức Wolfsburg năm 2003

## Tại châu Âu

### Thi đấu cho Wolfsburg
Sau khi rời River Plate, D'Alessandro khiến nhiều người ngạc nhiên khi chọn Wolfsburg của Đức làm nơi bắt đầu sự nghiệp tại châu Âu. Song sự khác biệt về môi trường thi đấu cũng như văn hóa đã khiến D'Alessandro bị thui chột. Anh gia nhập Bundesliga (8/03/2005) từ River Plate, D'Alessandro là bản hợp đồng đắt giá nhất lịch sử Wolfsburg với cái giá 9 triệu euro. Tuy nhiên, chưa khi nào tiền vệ nhỏ con này (cao 1m72) tỏ ra xứng đáng trọn vẹn với số tiền mà tập đoàn bỏ ra đầu tư cho đội bóng của họ. Bảng thành tích của anh trong năm đầu tiên chỉ là 29 trận đấu, 3 bàn thắng và tệ nhất là không đường chuyền nào thành bàn.
Trong mùa giải 2005, D'Alessandro kiến thiết được 4 bàn, tự ghi 3, nhưng chỉ xuất hiện trên sân có 17 trận (do chấn thương và không được trọng dụng) chưa kể D'Alessandro rơi vào tâm điểm nghi vấn doping khi anh cùng cầu thủ đồng hương Menseguez dùng một loại thuốc bổ dưỡng mà theo các bác sĩ của Wolfsburg, có chứa chất kích thích trong danh mục cấm. Và vì vậy, người ta không đưa anh vào đội hình thi đấu ở vòng 31 (gặp Hamburg).
Đáng nói là D'Alessandro vẫn giữ thái độ trịnh thượng của một ngôi sao, dù phong độ nghèo nàn trên sân cỏ. Anh hoà nhập cuộc sống tại Đức cũng rất kém, thường chỉ quan hệ với nhóm Argentina, và luôn coi thường các đồng đội khác. "Andres đang làm hại đội bóng và cả chính anh ấy", hậu vệ Pablo Thiam chỉ trích. Quả thật, cái tên D'Alessandro đã từ lâu bị quên lãng tại Argentina. Không chỉ các đội bóng lớn châu Âu, ngay cả các câu lạc bộ Đức cũng chẳng còn mặn mà với cầu thủ được coi là "thần đồng" xứ Tango.

### Ở Portsmouth
Sau đó, anh chuyển tới câu lạc bộ Anh Portsmouth, Anh đã từng thi đấu một thời gian ngắn cho Portsmouth vào mùa giải 2005/2006 và đã để lại dấu ấn khi giúp câu lạc bộ này trụ hạng thành công, mùa giải này, D"Alessandro chỉ được tăng cường cho Portsmouth khi mà câu lạc ộ này đang có rất nhiều nguy cơ phải xuống hạng. Nhưng nhờ sự tỏa sáng của anh mà đã trụ hạng.

### Trong màu áo Zaragoza
Sau khi giúp Portsmouth trụ hạng, D"Alessandro đã ra đi để tìm những thử thách mới, bến đỗ của anh chính là ở Tây Ban Nha với câu lạc bộ Real Zagaroza. Tại Zagaroza và bản thân D"Alessandro thi đấu khá thành công với 1 vị trí dự cúp UEFA và chỉ tới khi gia nhập Zaragoza. Nói chung, Zaragoza đưa anh về thi đấu cho đội bóng này và D"Alessandro nhanh chóng lấy lại phong độ vốn có và trở thành một trong những cầu thủ chơi xuất sắc nhất của Zaragoza mùa giải đầu tiên. Trong quá trình thi đấu, anh đã có nhiều mâu thuẫn với huấn luyện viên Fernandez và người đồng đội Aimar. Anh đã không còn chỗ đứng trong đội hình của Victor Fernandez nữa, vị trí của anh đã bị rơi vào tay của cầu thủ đồng hương Pablo Aimar. D"Alessandro phản ứng với quyết định của huấn luyện viên Fernandez cho phép người đồng đội và cũng là đồng hương với anh là Pablo Aimar được nghỉ ngơi trong buổi tập. Còn D"Alessandro vẫn phải tập luyện cực nhọc.

## Quay lại Nam Mỹ
Năm 2007, D'Alessandro quay lại Argentina khoác áo San Lorenzo trước khi chuyển tới Internacional của Brasil năm 2008. Trong năm 2010, D'Alessandro chính là nguồn cảm hứng giúp câu lạc bộ Internacional của Brasil giành chức vô địch Copa Libertadores, danh hiệu cấp câu lạc bộ danh giá nhất Nam Mỹ. Nhờ đó mà cầu thủ 29 tuổi này cũng đã được tân huấn luyện viên đội tuyển Argentina Sergio Batista gọi lại Albiceleste. Sau đó, trong trận đấu ở cúp Copa Libertadores, tại Argentina, Andres D'Alessandro đã lập công giúp đội bóng của mình vào tứ kết, qua đó anh muốn đưa ra một thông điệp với Diego Maradona rằng rất có thể ông đã sai lầm nếu không trao cho anh cơ hội.
Tuy nhiên khi thi đấu anh cũng từng gây ra rắc rối, đặc biệt trong trận chung kết lượt về cúp quốc gia Brasil giữa Internacional và Corinthians (hai đội hoà nhau 2-2 nhưng Internacional thua chung cuộc với tổng tỷ số 2-4), D'Alessandro bị truất quyền thi đấu vì đã tìm cách tấn công hậu vệ William bên phía Timao. Sau khi xem lại băng ghi hình trận đấu trên, Ủy ban kỷ luật Liên đoàn bóng đá Brasil đã ra quyết định treo giò D'Alessandro trong 60 ngày. Trận chung kết lượt về Copa do Brasil 2009 giữa 2 câu lạc bộ Corinthians và Internacional thực sự trở thành vết nhơ trong lịch sử giải đấu này.
Do thua 0-2 ở trận lượt đi nên Internacional buộc phải giành chiến thắng cách biệt 3 bàn mới có thể nghĩ tới chức vô địch.D'Alessandro đã không giữ được bình tĩnh trước lối chơi đổ bê tông và câu giờ của đối phương. Anh nổi khùng, xông vào tấn công đội trưởng William của Corinthians. Trọng tài ngay lập tức rút thẻ đỏ trực tiếp truất quyền thi đấu của cầu thủ này. Mọi việc vẫn chưa dừng lại ở đó, D'Alessandro tiếp tục có những lời lẽ không hay và thách thức William ra ngoài đường pitch để nói chuyện bằng nắm đấm.
Sau trận đấu, Tòa án thể thao Brasil đã xem lại băng ghi hình và báo cáo của tổ trọng tài đồng thời đưa ra phán quyết treo giò cầu thủ này trong 60 ngày. Điều đó đồng nghĩa với việc D'Alessandro sẽ bị cấm thi đấu trong 13 trận tới của câu lạc Internacional. Đây là một trong những án phạt nặng nhất mà tòa án thể thao Brasil từng đưa ra trước đây.

## Thống kê sự nghiệp
Tính đến 6 tháng 6 năm 2015
| Câu lạc bộ          | Mùa giải            | Giải đấu | Giải đấu | Cúp quốc gia | Cúp quốc gia | Châu lục | Châu lục | Khác | Khác | Tổng cộng | Tổng cộng |
| Câu lạc bộ          | Mùa giải            | Trận     | Bàn      | Trận         | Bàn          | Trận     | Bàn      | Trận | Bàn  | Trận      | Bàn       |
| ------------------- | ------------------- | -------- | -------- | ------------ | ------------ | -------- | -------- | ---- | ---- | --------- | --------- |
| River Plate         | 1999-00             | 1        | 0        | —            | —            | 0        | 0        | —    | —    | 1         | 0         |
| River Plate         | 2000–01             | 4        | 0        | —            | —            | 3        | 0        | —    | —    | 7         | 0         |
| River Plate         | 2001–02             | 36       | 9        | —            | —            | 5        | 0        | —    | —    | 41        | 9         |
| River Plate         | 2002–03             | 29       | 11       | —            | —            | 11       | 4        | —    | —    | 40        | 15        |
| River Plate         | Tổng cộng           | 70       | 20       | 0            | 0            | 19       | 4        | 0    | 0    | 89        | 24        |
| VfL Wolfsburg       | 2003–04             | 29       | 3        | 1            | 1            | 4        | 0        | —    | —    | 34        | 4         |
| VfL Wolfsburg       | 2004–05             | 19       | 3        | 0            | 0            | —        | —        | —    | —    | 19        | 3         |
| VfL Wolfsburg       | 2005–06             | 13       | 2        | 2            | 0            | 3        | 1        | —    | —    | 18        | 3         |
| VfL Wolfsburg       | Total               | 61       | 8        | 3            | 1            | 7        | 1        | 0    | 0    | 71        | 10        |
| Portsmouth F. C.    | 2005–06             | 13       | 1        | —            | —            | —        | —        | —    | —    | 13        | 1         |
| Portsmouth F. C.    | Tổng cộng           | 13       | 1        | 0            | 0            | 0        | 0        | 0    | 0    | 13        | 1         |
| Real Zaragoza       | 2006–07             | 36       | 2        | 5            | 2            | —        | —        | —    | —    | 24        | 2         |
| Real Zaragoza       | 2007–08             | 14       | 2        | 3            | 0            | 2        | 0        | —    | —    | 24        | 2         |
| Real Zaragoza       | Tổng cộng           | 50       | 4        | 8            | 2            | 2        | 0        | 0    | 0    | 60        | 6         |
| San Lorenzo         | 2007–08             | 15       | 2        | —            | —            | 9        | 0        | —    | —    | 24        | 2         |
| San Lorenzo         | Tổng cộng           | 15       | 2        | 0            | 0            | 9        | 0        | 0    | 0    | 24        | 2         |
| Internacional       | 2008                | 11       | 2        | —            | —            | 7        | 2        | —    | —    | 18        | 4         |
| Internacional       | 2009                | 22       | 6        | 7            | 1            | 3        | 0        | 9    | 4    | 41        | 11        |
| Internacional       | 2010                | 20       | 1        | —            | —            | 15       | 1        | 10   | 3    | 45        | 5         |
| Internacional       | 2011                | 30       | 9        | —            | —            | 8        | 1        | 10   | 5    | 48        | 16        |
| Internacional       | 2012                | 21       | 1        | —            | —            | 5        | 1        | 7    | 1    | 33        | 3         |
| Internacional       | 2013                | 35       | 11       | 7            | 4            | 0        | 0        | 16   | 5    | 58        | 20        |
| Internacional       | 2014                | 33       | 6        | 3            | 0            | 0        | 0        | 10   | 2    | 46        | 8         |
| Internacional       | 2015                | 15       | 0        | 2            | 0            | 11       | 4        | 8    | 1    | 36        | 5         |
| Internacional       | 2016                | -        | -        | -            | -            | -        | -        | 2    | 0    | 2         | 0         |
| Internacional       | Tổng cộng           | 187      | 36       | 19           | 5            | 59       | 9        | 74   | 21   | 333       | 76        |
| Tổng cộng sự nghiệp | Tổng cộng sự nghiệp | 396      | 71       | 30           | 8            | 79       | 13       | 74   | 21   | 576       | 119       |

## Ở đội tuyển quốc gia
Andres D'Alessandro đã có 26 lần được khoác áo đội tuyển Argentina kể từ năm 2001. Nhưng từ năm 2006 đến 2009, tiền vệ này không được góp mặt tại đội tuyển. Đó là điều rất đáng tiếc cho cá nhân anh. D'Alessandro đã chơi chói sáng tại River Plate từ 1998 đến 2003 và cùng Argentina đoạt huy chương vàng Olympic 2004, thời điểm mà chưa ai biết đến Messi. Anh được Batista gọi lại cùng với những ngôi sao từng bị Diego Maradona bỏ qua là Zanetti, Cambiasso. Trong trận đấu với Brasil, anh được coi là "người đưa thư" giúp cho cuộc đối đầu giữa Brasil và Argentina trở nên nhẹ nhàng hơn trên sân bóng.

### Kết quả thi đấu
| Argentina | Argentina | Argentina |
| Năm       | Trận      | Bàn       |
| --------- | --------- | --------- |
| 2003      | 9         | 2         |
| 2004      | 10        | 1         |
| 2005      | 3         | 0         |
| 2010      | 3         | 0         |
| 2011      | 3         | 0         |
| Tổng cộng | 28        | 3         |

### Bàn thắng quốc tế
| # | Ngày                 | Địa điểm                                                     | Đối thủ | Bàn thắng | Kết quả | Giải đấu                 |
| - | -------------------- | ------------------------------------------------------------ | ------- | --------- | ------- | ------------------------ |
| 1 | 15 tháng 11 năm 2003 | Monumental Antonio Vespucio Liberti, Buenos Aires, Argentina | Bolivia | 1–0       | 3–0     | Vòng loại World Cup 2006 |
| 2 | 7 tháng 7 năm 2004   | Sân vận động Elías Aguirre, Chiclayo, Argentina              | Ecuador | 5–1       | 6–1     | Copa América 2004        |